# کازوماسا هاشیموتو
کازوماسا هاشیموتو (انگلیسی: Kazumasa Hashimoto؛ زادهٔ ۱ ژانویهٔ ۱۹۷۴) موسیقی‌دان اهل ژاپن است. وی از سال ۲۰۰۱ میلادی تاکنون مشغول فعالیت بوده‌است.